# アンドロメダを救うペルセウス (ピエロ・ディ・コジモ)
『アンドロメダを救うペルセウス』（アンドロメダをすくうペルセウス、伊: Perseo libera Andromeda, 英: Perseus Freeing Andromeda）は、ルネサンス期のイタリアの画家ピエロ・ディ・コジモが1510年から1515年ごろにかけて制作した絵画である。テンペラ画。主題はギリシア神話の英雄ペルセウスとヒロインであるアンドロメダを主題としている。レオナルド・ダ・ヴィンチとフランドル派の影響が見られる作品で、フィレンツェでメディチ家と熾烈な権力闘争を続けたストロッツィ家に由来し、後にメディチ家のコレクションに加わって、ウフィツィ宮殿の最も重要なコレクションが収められたトリブーナで展示された。保存状態は極めて良好で、現在でも当時の繊細な仕上がりや色彩、色調を見ることができる。現在はフィレンツェのウフィツィ美術館に所蔵されている。

## 主題

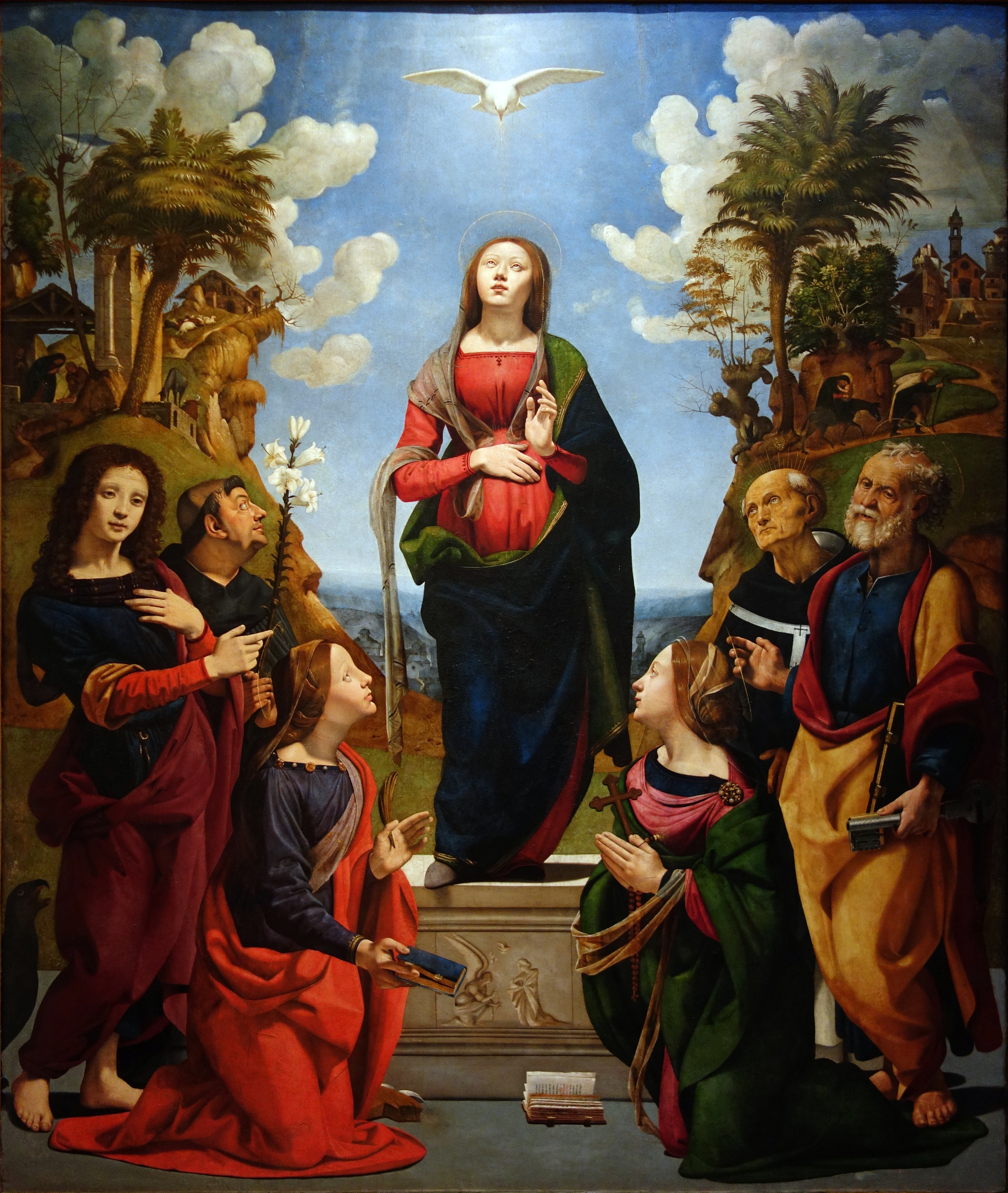
同じくウフィツィ美術館所蔵の『聖人のいる無原罪の御宿り』。

オウィディウスの『変身物語』によると、ゼウスとダナエの息子ペルセウスはメドゥーサ退治からの帰路、翼のあるサンダルをはき、風を切って空を飛んでいた。するとエチオピアの海岸でケペウス王の娘アンドロメダが海の怪物の生贄にされようとしているのを発見した。彼女の母カッシオペイアは傲慢にも自分の美しさを海の女神ネレイスたちに自慢し、海神ポセイドンはネレイスたちが受けた侮辱を晴らすため、怪物を送り込んで国土を荒らしたのであった。そこでペルセウスは怪物と戦って、最後にメドゥーサの首を用いて退治し、アンドロメダを助け出して彼女と結婚した。
海の怪物との戦いの後、ペルセウスがメドゥーサの首を海藻の上に置いて、海水で汚れを洗い落していると、海藻はメドゥーサの魔力を受けて固くなり、珊瑚と化した。

## 制作経緯
ジョルジョ・ヴァザーリによると、本作品はフィリッポ・ストロッツィから注文されて描いたものである。ピエロ・ディ・コジモは、フィレンツェの建築家バッチョ・ダーニョロが1510年から1511年にかけて建設したパラッツォ・ストロッツィで、フィリッポ・ストロッツィの息子ジョバンニ・バッティスタ・ディ・ロレンツォ・ストロッツィと結婚したクラリーチェ・デ・メディチの、寝室の家具に絵画を制作しており、1510年9月11日に6フローリンの報酬を得ている。婚礼の家具にふさわしい主題の本作品はこのときに描かれたのではないかと推測されている。

## 作品
ピエロ・ディ・コジモは怪物を殺してアンドロメダを救出する英雄ペルセウスを描いている。怪物は入り江の奥深くまで入り込み、画面左の海岸につながれたアンドロメダを襲おうとしている。アンドロメダは恐ろしさから身をよじり、顔を背けている。彼女の衣服ははだけ、肌が露わとなっている。画面左下ではケペウス王やカッシオペイアをはじめ、多くの宮廷人はアンドロメダの運命に絶望している。

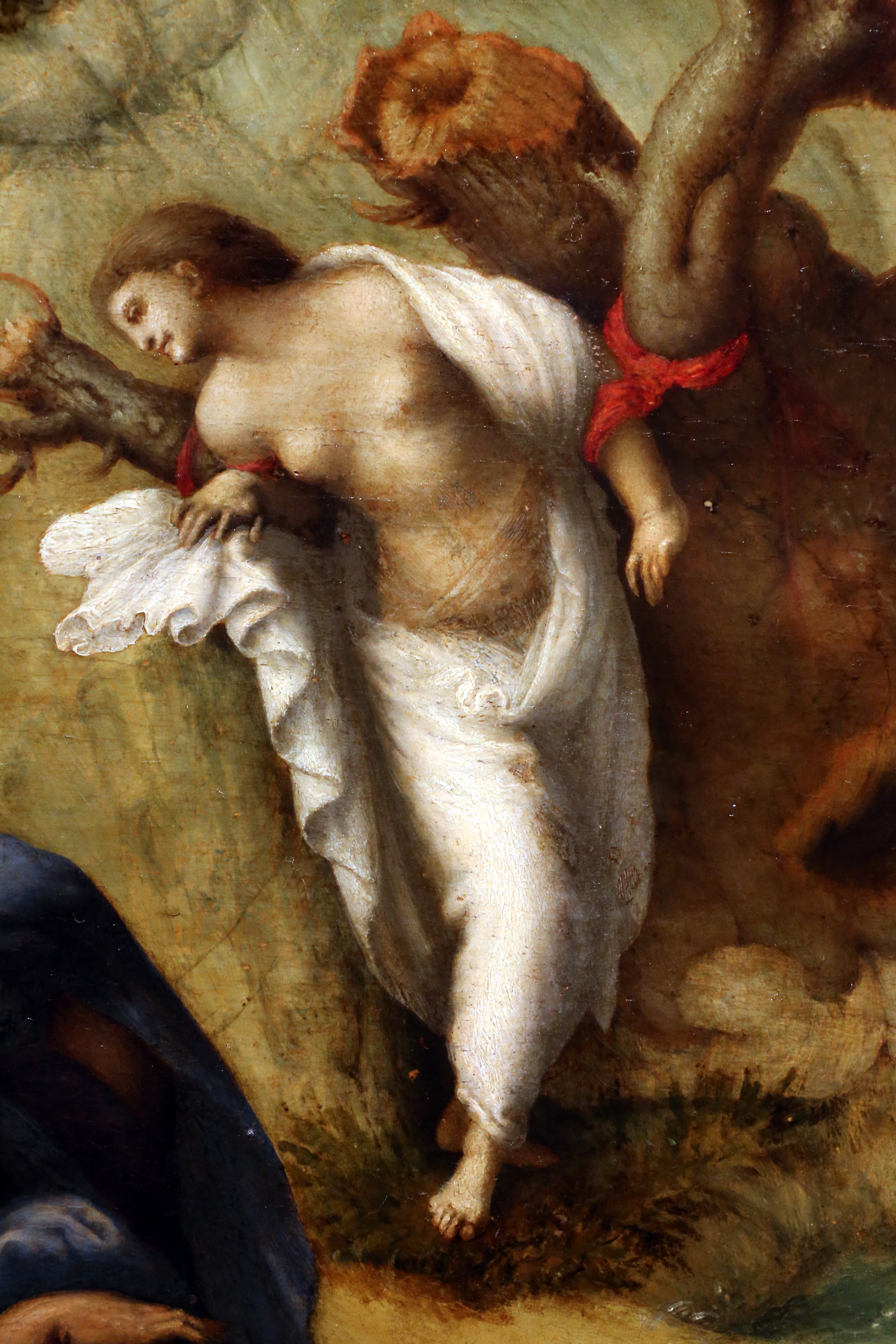
つながれたアンドロメダ
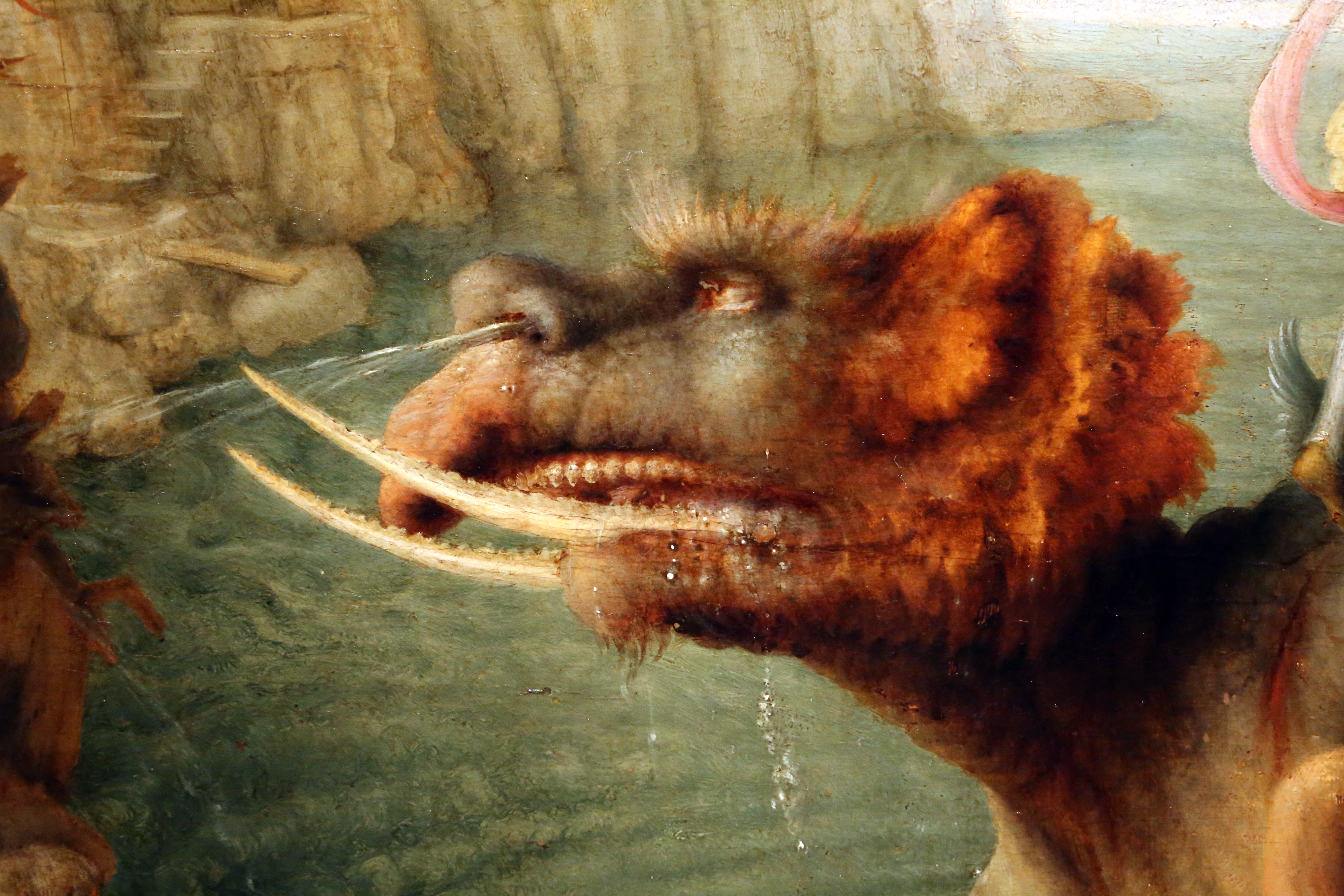
怪物は肩に深手を負っている
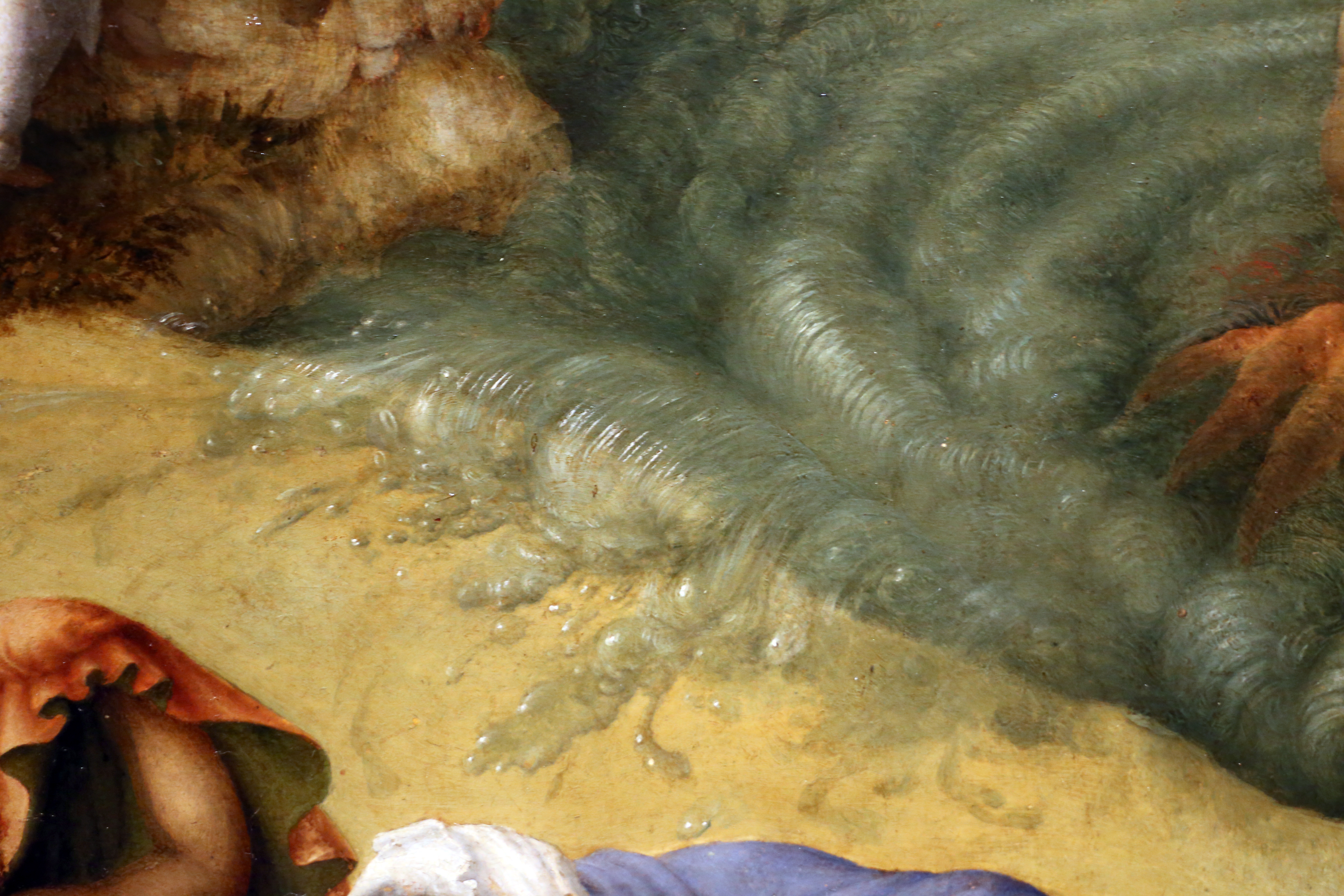
怪物の起した波が打ち寄せる海岸
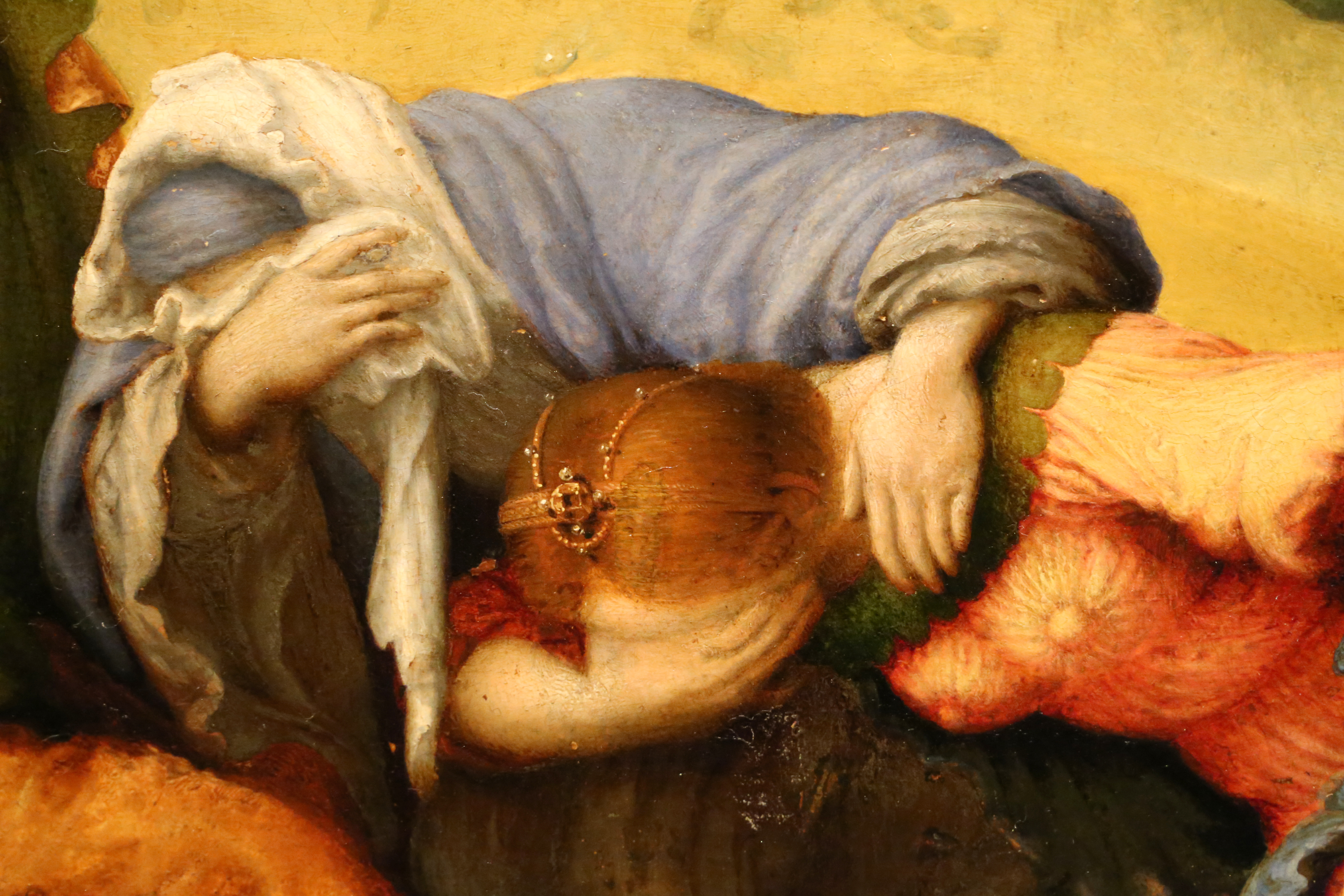
嘆いて顔を背ける女性たち

画家は物語をドラマチックに描くことよりも、物語を明確に描くことを重視しており、複数の場面を異時同図法的に描いている。画面右上に描かれているのは物語の最初の部分、空を飛ぶペルセウスが怪物に襲われるアンドロメダを発見する場面である。彼はオウィディウスが語るように翼のついた靴をはいている。画面中央ではペルセウスは巨大な怪物の背中に立って止めの一撃を振り下ろさんとしており、さらに画面右下では怪物を倒したペルセウスがアンドロメダとともに、ケペウス王と宮廷人たちから歓喜をもって迎えられている場面を描いている。そのため画面の右側と左側では宮廷人たちの描写はまったく対照的である。

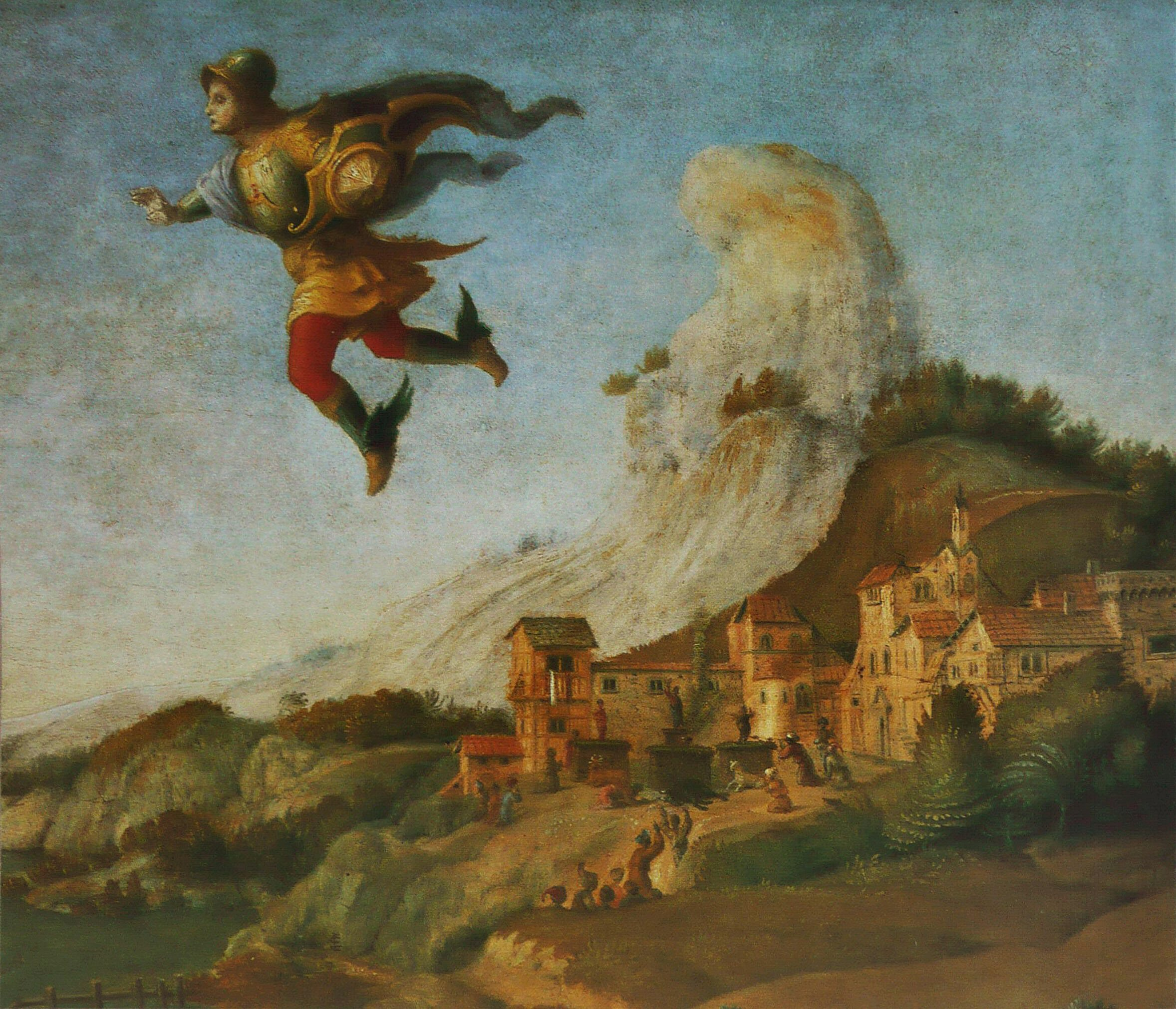
翼のある靴をはいて空を飛ぶペルセウス
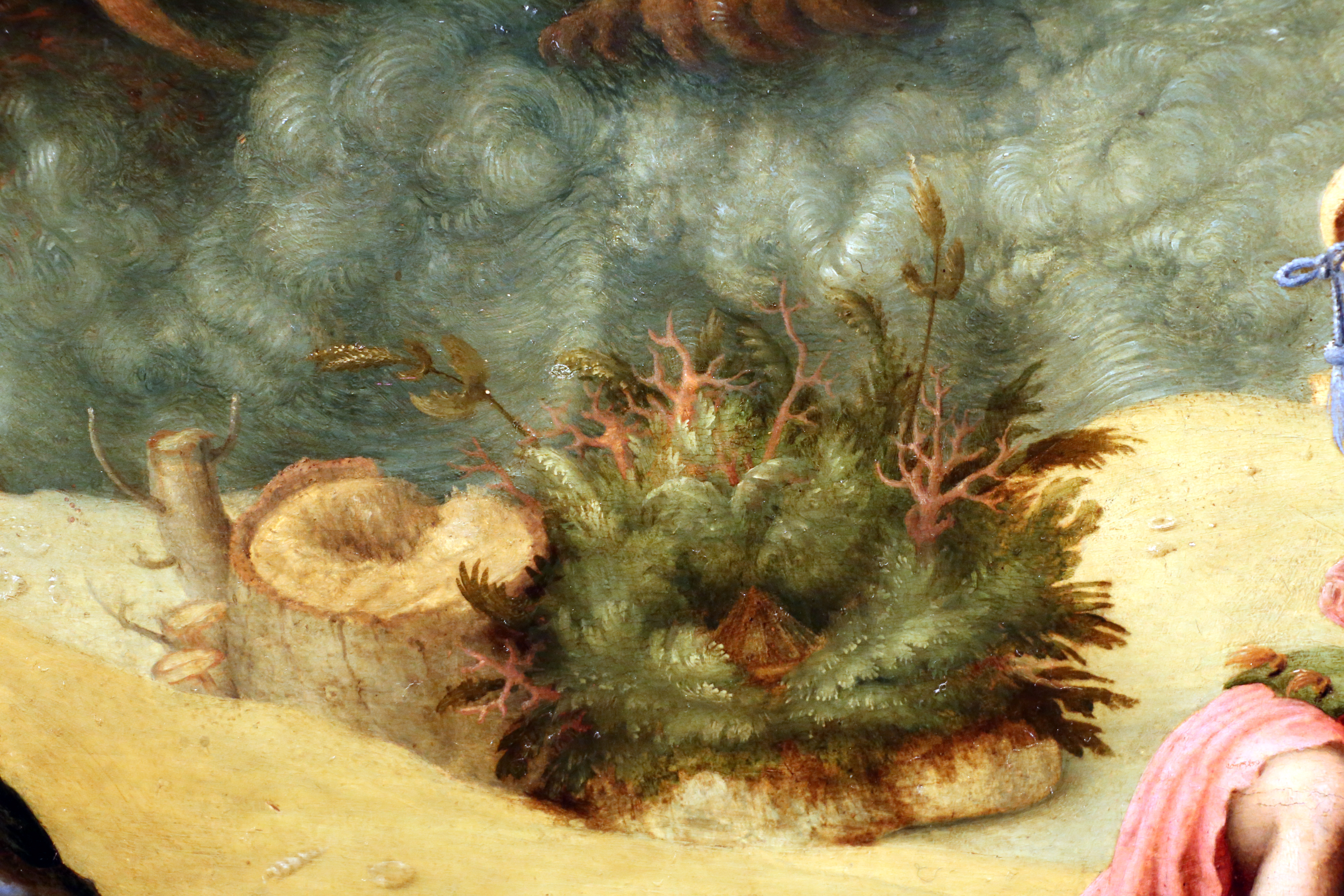
海藻と珊瑚
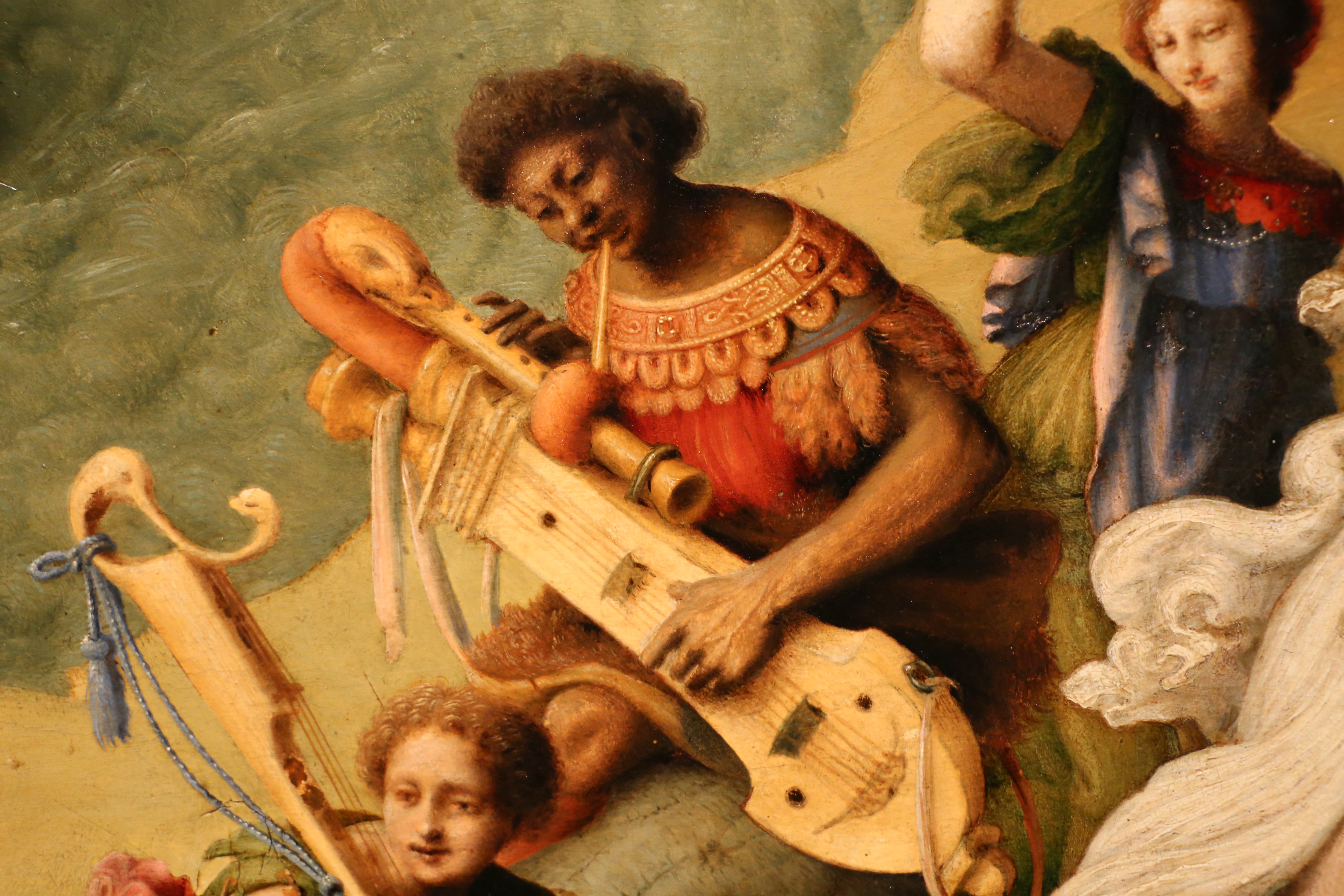
空想的な楽器を奏でる楽人たち
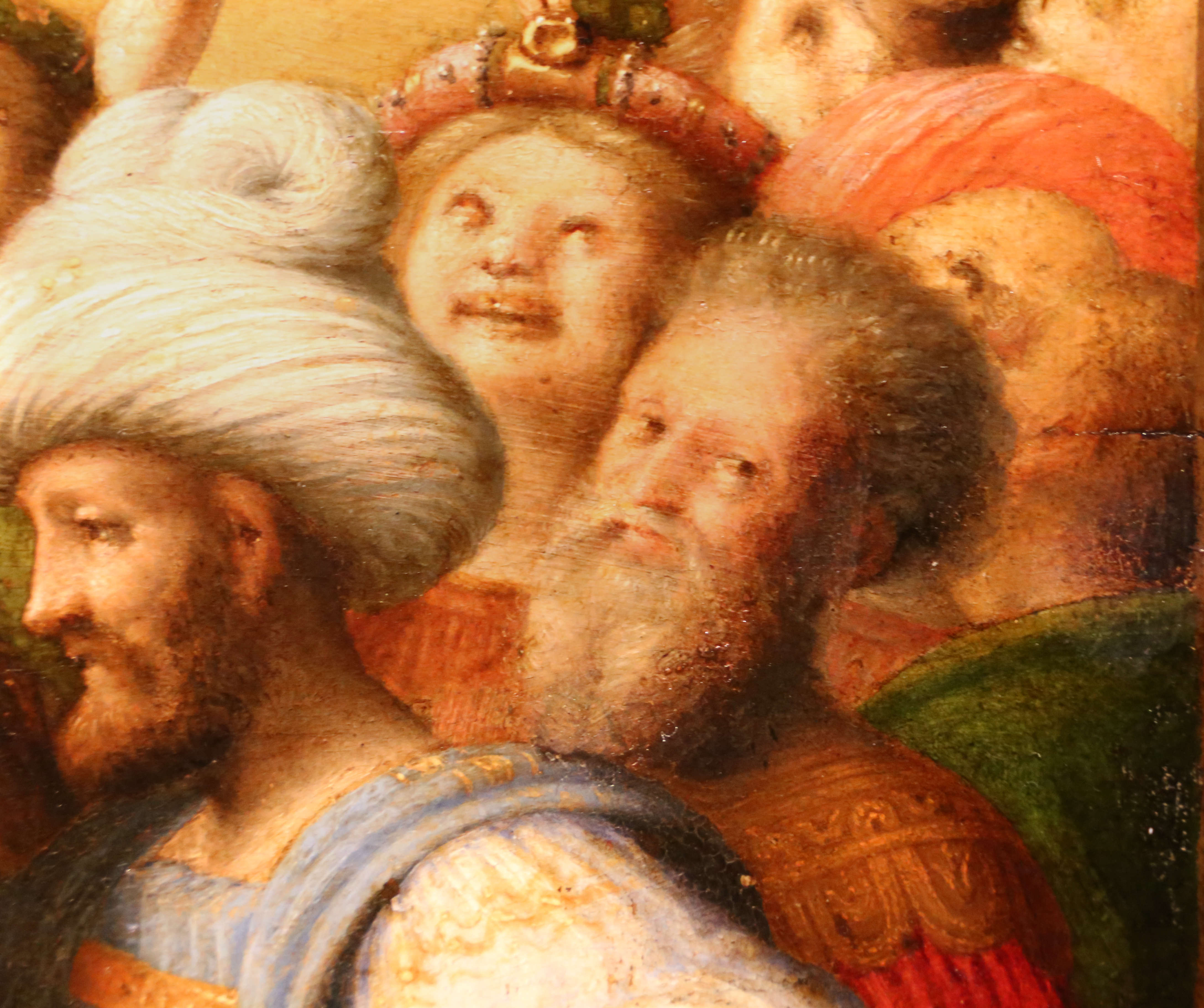
王女の救出に歓喜するケペウス王と人々

楽人たちは空想的な楽器を奏でており、登場人物たちはオリエンタルな衣装をまっている。ピエロ・ディ・コジモはレオナルド・ダ・ヴィンチが考案した技法スフマートを用い、さらにおそらく北方のフランドル派に触発されて、背景のディティールを詳しく描くことに力を注いでいる。ヴァザーリは画家が「これ以上美しいものや優れたものを描いたことがない」と語ったことを伝えている。画面右端には同じくウフィツィ美術館に所蔵されている、ピエロ・ディ・コジモの『無原罪の御宿りと聖人たち』（Immaculate Conception with Saints）の聖ペテロによく似た、ひげを伸ばした老人が描かれている。この人物はおそらく画家の自画像と考えられている。

## 来歴
絵画は最初にロレンツォ・ストロッツィからコジモ・デ・メディチの廷臣で秘密侍従のスフォルツァ・アルメーニに贈られた。その後メディチ家のコレクションに加わり、1589年にはウフィッツィ宮殿の最も重要なコレクションが展示されたトリブーナに飾られていた。当時の目録にはレオナルド・ダ・ヴィンチの作として記載されている。以前はペルセウス神話の他のエピソードを描いた3つの絵画もウフィツィ宮殿にあったが、現在はダヴァンツァーティ宮殿で展示されている。これらの作品はかつては画家本人に帰属していたが、現在は画家の追随者マエストロ・ディ・セルミド（Maestro di Serumido）の作とされている。